# Syngonium triphyllum
Syngonium triphyllum är en kallaväxtart som beskrevs av Birdsey och Thomas Bernard Croat. Syngonium triphyllum ingår i släktet Syngonium och familjen kallaväxter. Inga underarter finns listade.